# Astrorhiza
Astrorhiza ist die namensgebende Gattung einer Ordnung gehäusetragender Einzeller aus der Gruppe der Foraminiferen.

## Merkmale
Die Gehäuse sind ungewöhnlich groß und erreichen Durchmesser bis zu 15 Millimeter. Sie sind linsenartig bikonvex und weisen an der Kante vier bis fünfzehn Arme in grob strahlförmiger Anordnung auf, die sich zum Ende hin verjüngen und verzweigen und an deren Ende sich Öffnungen zum Austritt der Scheinfüßchen befinden.
Astrorhiza sind agglutinierend, ihre Gehäuse setzen sie zusammen aus mehreren Schichten feinster bis gröberer Partikel aus dem Sediment. Bei einigen Arten ist eine organische Schicht um das Zytoplasma beobachtet worden.

## Verbreitung
Astrorhiza kommen weltweit vor, sie sind fossil belegt seit dem Mittelordovizium.

## Systematik
Die Gattung wurde 1857 durch Oskar Theodor Sandahl erstbeschrieben. Einige Arten sind:
- Astrorhiza limicola (Typusart)
- Astrorhiza angulosa
- Astrorhiza arenaria
- Astrorhiza arenifera
- Astrorhiza crassatina
- Astrorhiza sabulifera

## Nachweise
- Alfred R. Loeblich, Jr., Helen Tappan: Foraminiferal genera and their classification, E-Book des Geological Survey Of Iran, 2005, Online